# Jbel Sirwa
De Jbel Sirwa, ook wel gespeld als Siroua is een berg in de Anti-Atlas. De berg is een oude stratovulkaan en heeft een top op 3304 meter boven zeeniveau.